# Charles Montagu, 1. Earl of Halifax

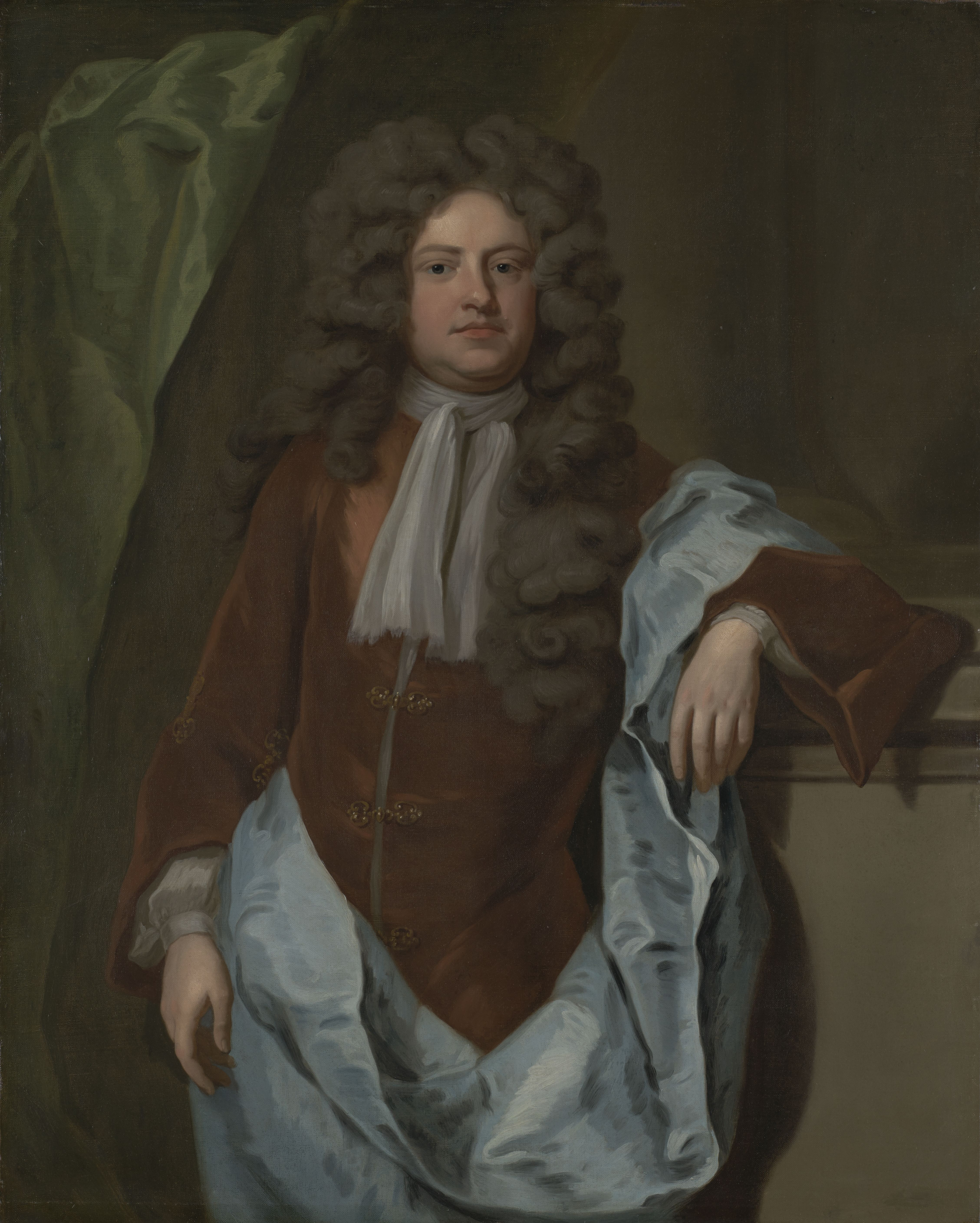
Charles Montagu, 1. Earl of Halifax

Charles Montagu, 1. Earl of Halifax KG PC FRS (* 16. April 1661 in Horton, Northamptonshire; † 19. Mai 1715 in London) war ein englischer Politiker und Dichter.

## Leben
Montagu war der fünfte Sohn von Henry Montagu, 1. Earl of Manchester. Er wurde zunächst auf dem Land, dann an der Westminster School ausgebildet. 1682 folgte er seinem Freund George Stepney nach Cambridge. Dort lernte er Isaac Newton kennen und schätzen.
1685 machten seine Verse auf den Tod von König Charles II. solchen Eindruck auf den Dichter Charles Sackville, 6. Earl of Dorset, dass dieser ihn nach London einlud. 1689 wurde er als Whig ins Parlament gewählt. Schon wenig später wurde er Mitglied des Privy Council, 1697 Schatzkanzler.
In dieser Position entwickelte er ein System garantierter Regierungsanleihen, mit denen die Teilnahme Englands am Pfälzer Erbfolgekrieg finanziert werden konnte. 1694 richtete er auf Vorschlag William Patersons die Bank of England ein. Ein Jahr später ging er daran, das alte Münzsystem (teilweise noch aus der Zeit von Elisabeth I.) durch Neuprägungen zu ersetzen. Hierzu berief er seinen Freund Isaac Newton in das Amt des Warden der Münze.
1698 war er – in Abwesenheit des Königs – einer der Regenten. Im folgenden Jahr wurde von der Tory-Mehrheit des Unterhauses ein Impeachment-Verfahren gegen ihn eingeleitet, das das House of Lords blockieren konnte. 1700 wurde Montagu als Baron Halifax in den erblichen Adelsstand erhoben. Im ersten Parlament unter der Regierung von Königin Anne wurde er wieder von den Torys angegriffen. 1706/7 war Montagu maßgeblich an der Angliederung Schottlands beteiligt.
Nach dem Tod Annes 1714 wurde er wieder einer der Regenten, bis der Kurfürst von Hannover als Georg I. den Thron bestieg. Von diesem wurde er zum Earl of Halifax gemacht, in den Hosenbandorden aufgenommen sowie First Lord of the Treasury. Nach nur sieben Monaten in diesem Amt verstarb Montagu überraschend an einer Lungenentzündung. Er war nach dem Tod seiner Frau mit Catherine Barton liiert, der Nichte von Isaac Newton, der er auch ein großes Vermögen hinterließ.
Im Jahr 1687 verfasste er gemeinsam mit Matthew Prior „The Country Mouse and the City Mouse“, eine Parodie auf „The Hind and the Panther“ von John Dryden.
Der Titel Earl of Halifax erlosch mit seinem Tode, wohl aber wurde sein Neffe George Montagu aufgrund einer besonderen Nachfolgeklausel Baron Halifax.